# Liparetrus germari
Liparetrus germari är en skalbaggsart som beskrevs av Macleay 1886. Liparetrus germari ingår i släktet Liparetrus och familjen Melolonthidae. Inga underarter finns listade i Catalogue of Life.